# Coleophora aestuariella
Coleophora aestuariella é uma espécie de mariposa do gênero Coleophora pertencente à família Coleophoridae.